# Miltonsburg
Miltonsburg è un villaggio degli Stati Uniti d'America, situato in Ohio e in particolare nella contea di Monroe.